# دانيال كريستنسن
دانيال كريستنسن (بالدنماركية: Daniel Christensen)‏ (19 سبتمبر 1988 بالدنمارك - ) هو لاعب كرة قدم دانمركي في مركز الوسط. لعب مع آرهوس جمناستيك فورينينغ ونادي أوبه ونادي سوندرييسكه.

## وصلات خارجية
- دانيال كريستنسن على موقع قاعدة بيانات كرة القدم.إي يو (الإنجليزية)
- دانيال كريستنسن على موقع Soccerway.com (الإنجليزية)